# Каменівська сільська рада
Каменівська сільська рада — колишня адміністративно-територіальна одиниця та орган місцевого самоврядування у Білопільському, Вчорайшенському, Ружинському, Бердичівському і Андрушівському районах Бердичівської округи, Київської й Житомирської областей Української РСР та України з адміністративним центром у с. Камені.

## Населені пункти
Сільській раді були підпорядковані населені пункти:
- с. Камені
- с. Бровки Другі
- с. Жерделі

## Населення
Відповідно до перепису населення СРСР, станом на 17 грудня 1926 року, чисельність населення ради становила 652 особи, з них, за статтю: чоловіків — 304, жінок — 348; етнічний склад: українців — 645, росіян — 6, євреїв — 1. Кількість господарств — 142, з них несільського типу — 4.
Відповідно до результатів перепису населення СРСР, кількість населення ради, станом на 12 січня 1989 року, становила 585 осіб.
Станом на 5 грудня 2001 року, відповідно до перепису населення України, кількість мешканців сільської ради становила 495 осіб.

## Склад ради
Рада складалась з 12 депутатів та голови.

### Керівний склад сільської ради
| ПІБ                                 | Основні відомості                                                          | Дата обрання | Дата звільнення |
| ----------------------------------- | -------------------------------------------------------------------------- | ------------ | --------------- |
| Семчук Світлана Миколаївна          | Сільський голова , 1965 року народження, освіта, позапартійна              | 26.03.2006   | 31.10.2010      |
| Ходаківський Григорій Олександрович | Сільський голова , 1954 року народження, освіта вища, член Партії регіонів | 31.10.2010   |                 |

Примітка: таблиця складена за даними джерела

## Історія
Створена 1923 року в с. Камені Білопільської волості Бердичівського повіту Київської губернії.
Станом на 1 вересня 1946 року сільська рада входила до складу Вчорайшенського району Житомирської області, на обліку в раді перебувало с. Камені.
8 червня 1953 року до складу ради приєднано територію та с. Жерделі ліквідованої Жерделівської сільської ради Андрушівського району. 11 серпня 1954 року, внаслідок виконання указу Президії Верховної ради Української РСР «Про укрупнення сільських рад по Житомирській області», до складу ради приєднано с. Бровки Другі ліквідованої Бровківської Другої сільської ради Вчорайшенського району. 5 березня 1959 року, відповідно до рішення Житомирського ОВК № 161 «Про ліквідацію та зміну адміністративно-територіального поділу окремих сільських рад області», до складу ради включено с. Мала П'ятигірка ліквідованої Малоп'ятигірської сільської ради Андрушівського району. 3 квітня 1967 року в с. Мала П'ятигірка відновлено сільську раду.
На 1 січня 1972 року сільська рада входила до складу Андрушівського району Житомирської області, на обліку в раді перебували села Бровки Другі, Жерделі та Камені.
Виключена з облікових даних 17 липня 2020 року. Територію та населені пункти ради, відповідно до розпорядження Кабінету Міністрів України № 711-р від 12 червня 2020 року «Про визначення адміністративних центрів та затвердження територій територіальних громад Житомирської області», включено до складу Андрушівської міської територіальної громади Бердичівського району Житомирської області.
Входила до складу Білопільського (7.03.1923 р.), Вчорайшенського (17.06.1925 р., 13.02.1935 р.), Ружинського (5.02.1931 р.), Андрушівського (28.11.1957 р., 4.01.1965 р.) та Бердичівського (30.12.1962 р.) районів.